# Monofur
monofur è un carattere monospazio di tipo geometric rounded sans-serif e deriva dal carattere eurofurence che a sua volta deriva dal font Malvern creato tra il 1991 ed il 1994 per TeX. Le varianti disponibili sono regolare e corsivo, inoltre presenta i numeri in maiuscoletto.
Il set di caratteri comprende l'alfabeto latino, l'alfabeto greco e l'alfabeto cirillico. Il font è distribuito come freeware ed è disponibile in formato TrueType e Type 1.